# Apsara

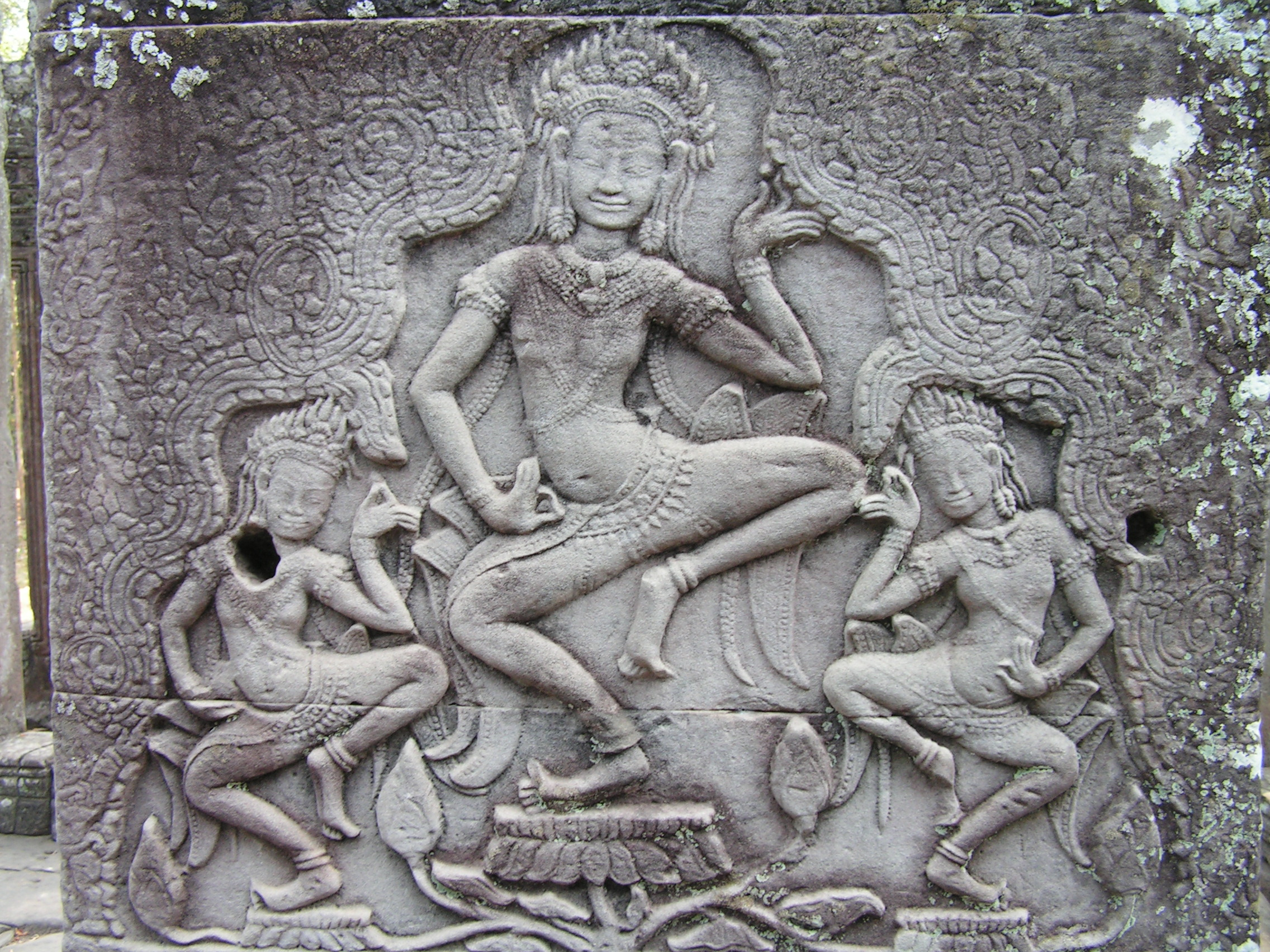
Tańczące apsary, Angkor Wat

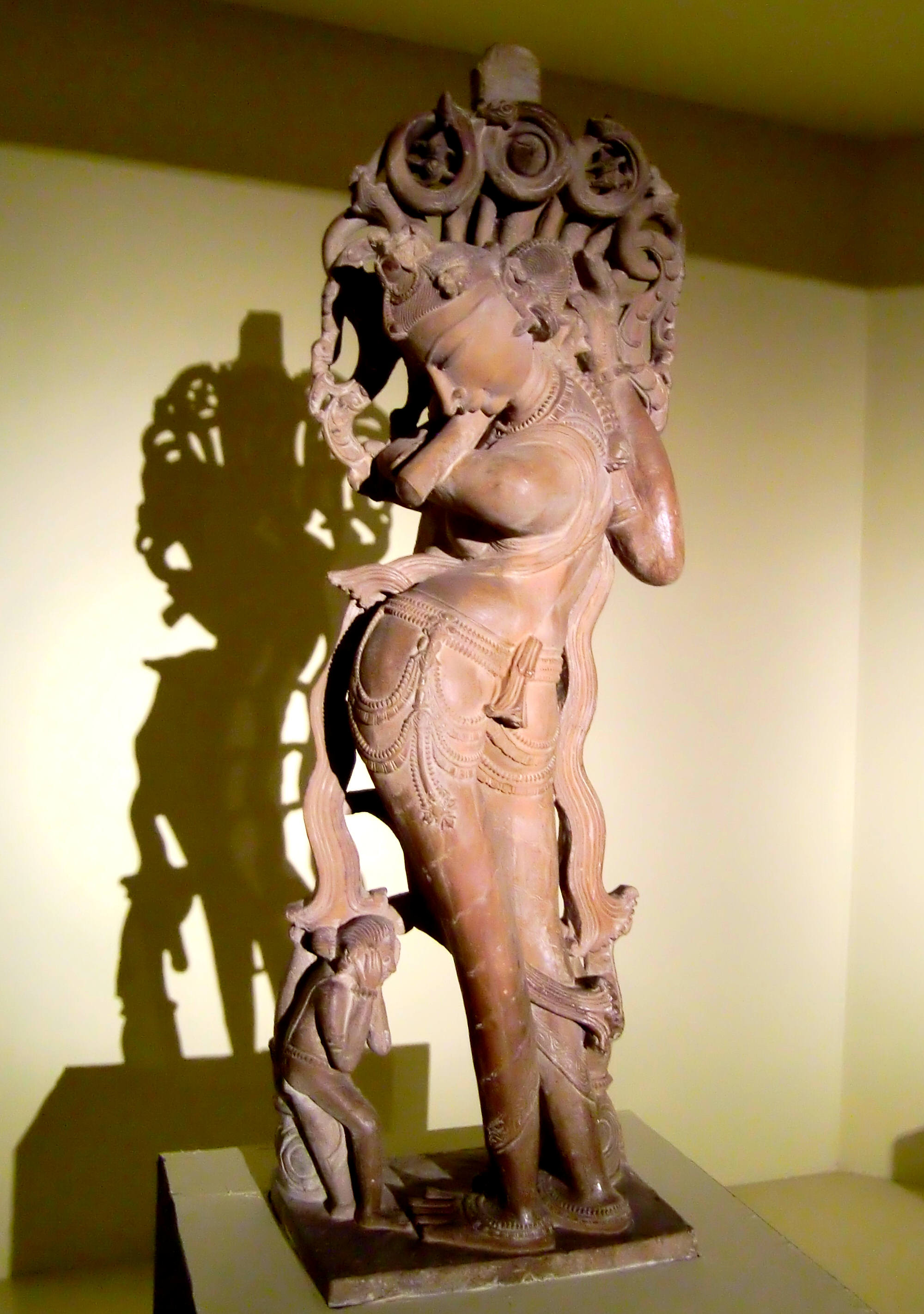
Apsara grająca na flecie

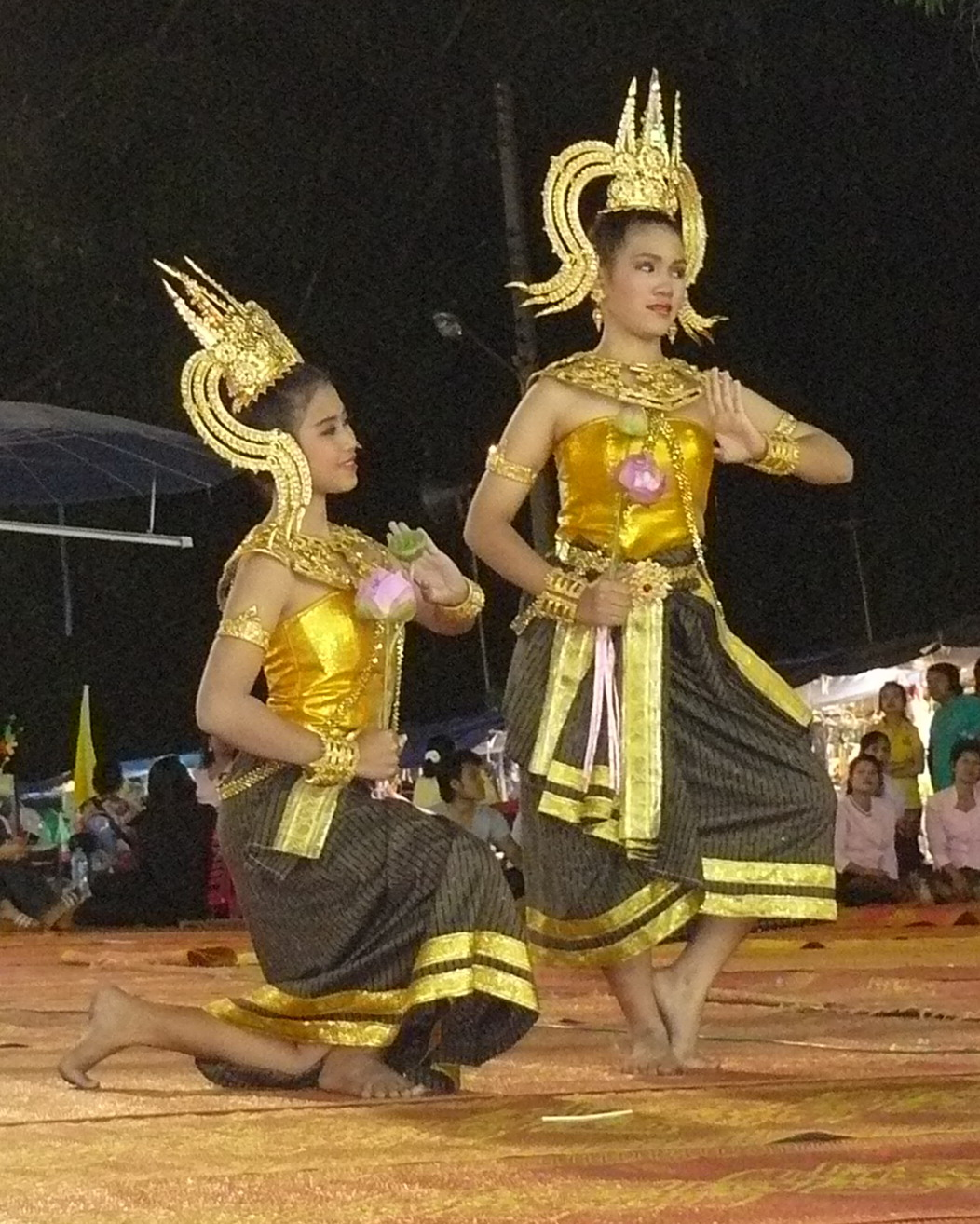
Taniec apsar w Tajlandii

Apsara (sanskryt: अप्सरा: trl. apsarāḥ, pāli: accharā) – w mitologii indyjskiej boginki wody, mgieł i chmur (nazwa ap-sara dosłownie znaczy "która wyszła z wody"). Mogły być istotami zarówno niebiańskimi (daiwika), jak i ziemskimi (laukika). W literaturze staroindyjskiej najbardziej znane apsary to m.in. Urwaśi, Menaka i Rambha.

## Mity
Jako uosobienie kobiecej urody i wdzięku, motyw często występujący w sztuce Indii, a wraz z rozprzestrzenieniem się buddyzmu, również krajów południowo-wschodniej Azji i Dalekiego Wschodu. Są towarzyszkami Gandharwów, dworzan boga Indry, tańcząc do granej przez nich muzyki. W sztuce buddyjskiej często towarzyszą bodhisattwom.
W mitologii indyjskiej miały również opiekować się rycerzami poległymi na polu bitwy. Spragnione ich duszy i ciał, miały również zapewniać im wiecznej rozkoszy w raju. Bóg Indra miał posyłać apsary jako kusicielki dla świętych mężów. Według innej wersji, schodzą na ziemię z własnej woli i uprawiają seks z ziemskimi mężczyznami. Gdy apsara chce uwieść śmiertelnika, pije rum, bierze kąpiel i naciera piersi sandałową maścią, a we włosy wpina kwiaty. Pojawia się wieczorem i jest piękna jak księżyc w pełni. Nachyla się pod ciężarem piersi, a na brzuchu widać trzy fałdy. Ma czerwone palce u stóp i jest ubrana w suknię.
Postacie apsar stanowią część kanonu w tradycyjnych tańcach krajów Azji Południowo-Wschodniej.